# 罗斯律师事务所

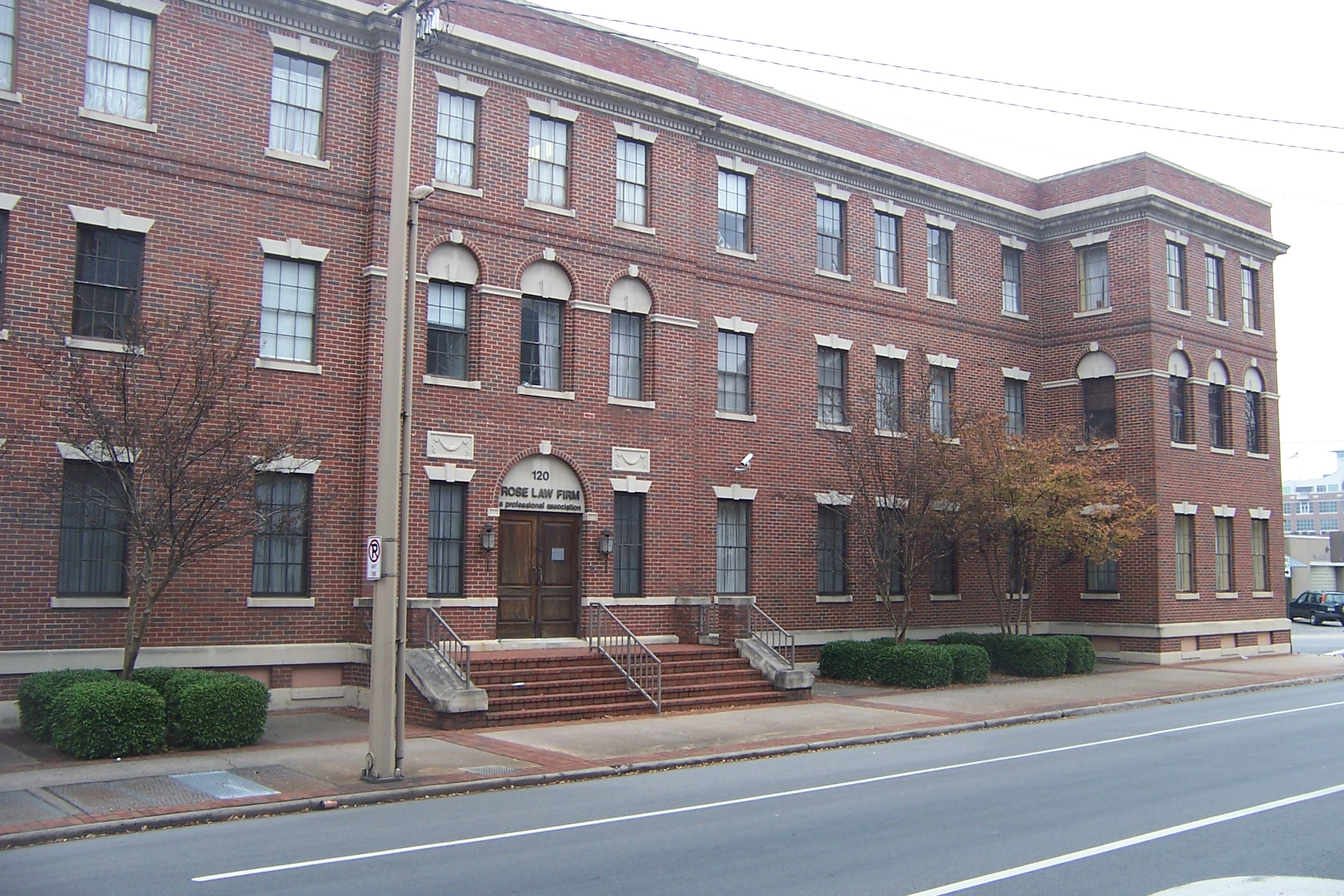
罗斯律师事务所老门

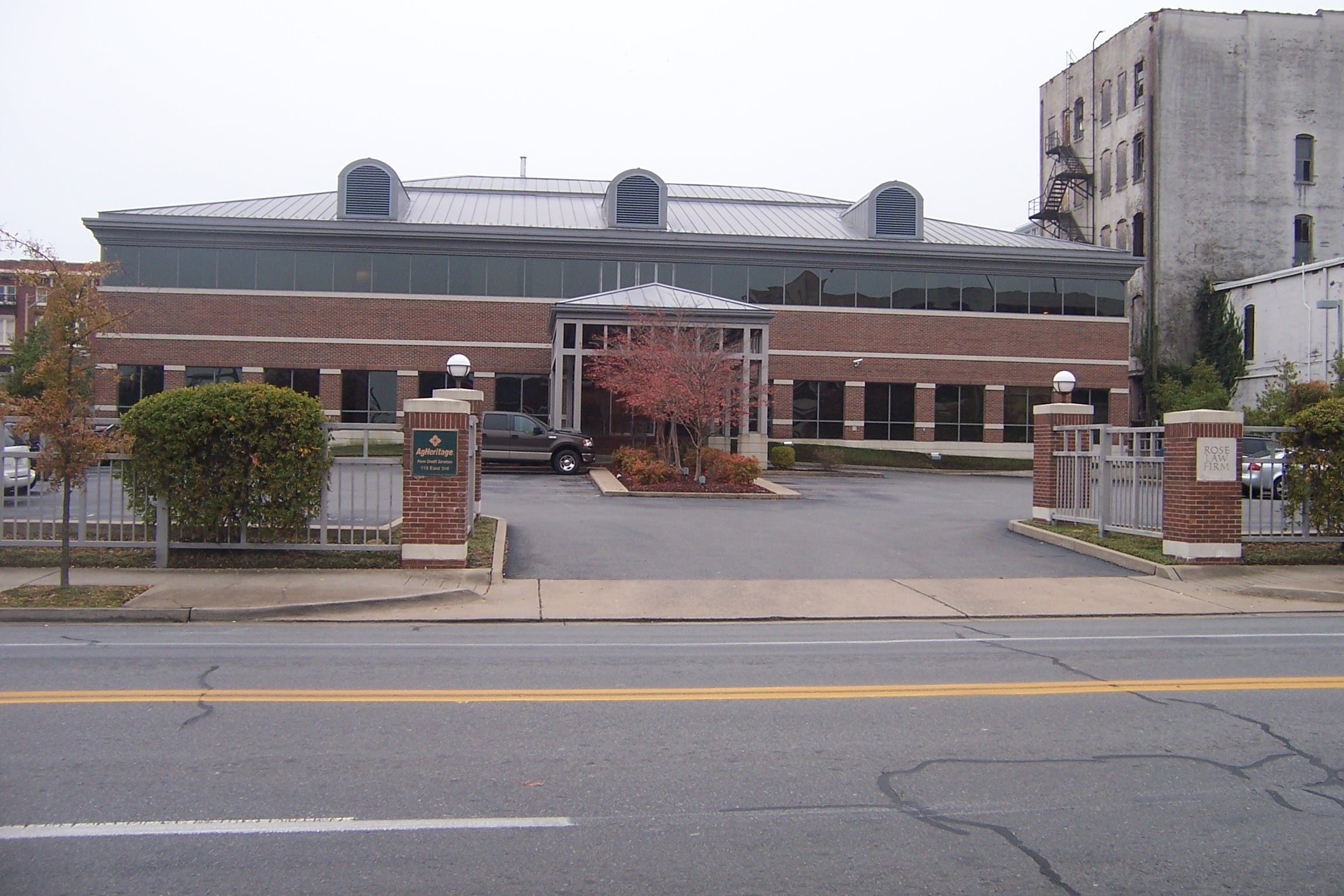
罗斯律师事务所新门

罗斯律师事务所（英語：Rose Law Firm），是一所位于美国阿肯色州小岩城的律师事务所，也是美国历史上第三老的律师事务所、密西西比河以西最老的律所。它是阿肯色州此类最老的企业。

## 历史
罗斯律师事务所创建于1820年11月1日，甚至早于阿肯色州建州有16年之久。当时，1797年出生的罗伯特·克里滕登和1791年出生的切斯特·阿什利达成一项伙伴关系的法律事务协议。律所的名字根据合伙人的变动而进行增加，1865年，乌利亚·弥尔顿·罗斯加入律所，并因此命名上增加了罗斯。在美国国会大厦的塑像馆中正陈列着罗斯的雕像。
1970年代后期，律所因为有九个合伙人加入，变成了一个很长的名字——。1980年，律所决定简易化命名，直接改为“罗斯律师事务所”（Rose Law Firm）。
罗斯律师事务所的成员均活跃于美国政治和公民事务。罗伯特·克里滕登曾经就职于阿肯色殖民地总督、并在1836年与美国联邦政府斡旋，成功使得阿肯色州成为美国第25个州。切斯特·阿什利则代表阿肯色州担任美国联邦参议员。而乌利亚·弥尔顿·罗斯则是美国律师协会的创始人之一，并在1901年至1902年间担任主席。随后他被任命为美国代表出席第二次海牙和平会议并起草《1899年和1907年海牙公约》。该律师事务有六名成员曾经任职于阿肯色州最高法院，有六名成员成为阿肯色州律师协会主席。
在经济领域，罗斯律师事务所在州内被视为具有“终极建造能力的律所”，且是一个“强有力的法律武器”。在1970年代，它的顾客有泰森食品公司、沃尔玛、大型经纪人债券公司史蒂芬斯公司、美国银行、《阿肯色州民主党人公报》、和WEHCO媒体。希拉里·克林顿成为律所第一名女性助理，随后成为第一名女性合伙人，当时她丈夫比尔·克林顿担任阿肯色州总检察长和阿肯色州州长。此外，韦伯斯特·哈贝尔、文森·弗斯特和威廉·H·肯尼迪三世也曾担任合伙人，他们此前分别在克林顿政府担任首席检察官助理、白宫法律顾问和白宫顾问助理。
1990年代，罗斯律师事务所因白水事件成为全国知名律所，当时调查者调查克林顿是否介入到律所利益中，当吉姆·麦克道戈尔卷入麦迪逊投资担保公司和格兰德城堡公司的投资诈骗。
罗斯律师事务所的小石楼包括一个老式红砖建筑，最初是一个基督教青年会设施转化而来，拥有实木楼梯和室内游泳池；之后整栋建筑还链接到一个新型建筑中。